# Russula nauseosa
Russula nauseosa è un fungo basidiomicete, di taglia non molto grande, appartenente alla famiglia Agaricacee. È un fungo commestibile molto comune nei boschi di conifera, nei periodi primaverili, estivi ed autunnali.

## Etimologia
Dal latino nauseosus, poco gradevole al gusto.

## Descrizione

### Cappello
Il cappello è abbastanza irregolare, di grandezza variabile tra i 3–8 cm, spianato all'estremità e cavo al centro. Il colore della cuticola, che facilmente è separabile, è molto variabile: dal verde olivastro al marrone, giallo e viola. La cavità è solitamente di tonalità più scure.

### Lamelle e spore
Le lamelle sono regolarmente distanziate, ma comunque numerose. Il loro colore può raggiungere tonalità ocracee, spesso a maturazione delle spore, o rimanere più pallido.

### Carne
- colore: biancastro
- odore: lieve e quasi fruttato
- sapore: a tratti acidulo

### Gambo
Il gambo è di colore chiaro, si presenta rugoloso e spugnoso.

### Commestibilità
Russula nauseosa è commestibile.